# Río Yaguarón
Río Yaguarón är ett vattendrag i Brasilien, på gränsen till Uruguay. Det ligger i den södra delen av landet, 1 900 km söder om huvudstaden Brasília. Río Yaguarón ligger vid sjön Lagoa Mirim.
Trakten runt Río Yaguarón består till största delen av jordbruksmark. Runt Río Yaguarón är det glesbefolkat, med 12 invånare per kvadratkilometer.